# Eristalis pertinax
Eristalis pertinax је инсект из реда двокрилаца који припада породици осоликих мува. 

## Распрострањење
Ово је палеарктичка врста распрострањена у Европи и Азији. У Србији је широко распрострањења од низије до највиших планина. Насељава различите типове природних станишта, али се среће и у урбаним срединама.

## Опис
Спада међу крупније врсте рода Eristalis.  Ова врста се може разликовати од сличних по потпуно наранџасто-жутом предњем тарзусу. Српски назив потиче од овог карактера - жутонога лебдилица. Може се даље разликовати од најчешће врсте Eristalis tenax по томе што је задња тибија бледа у базалној половини. E. pertinax је активан готово читаве године (од марта до новембра). Хране се нектаром различитих врста зељастих и жбунастих биљака. Гениталије мужјака су описане 2001, док ларва још давне 1961. године.

## Синоними
- Conops pertinax Scopoli, 1763
- Eoseristalis pertinax (Scopoli, 1763)
- Eristalis consobrina Illiger, 1807
- Eristalis fossarum Meigen, 1822
- Eristalis guadelupensis Macquart, 1842
- Eristalis inca Bigot, 1880
- Eristalis lucorum Meigen, 1838
- Eristalis similis (Fallén, 1817)
- Syrphus flavitarsis Malm, 1860
- Syrphus similis Fallén, 1817